# Pogorzałki (województwo podlaskie)
Pogorzałki – wieś w Polsce położona w województwie podlaskim, w powiecie białostockim, w gminie Dobrzyniewo Duże.
| SIMC    | Nazwa         | Rodzaj    |
| ------- | ------------- | --------- |
| 0027306 | Klećbudy      | część wsi |
| 0027312 | Kolejowa      | część wsi |
| 0027329 | Piaski        | część wsi |
| 0027335 | Podborsukówka | część wsi |
| 0027341 | Podkozińce    | część wsi |

Wieś królewska w leśnictwie knyszyńskim w ziemi bielskiej województwa podlaskiego w 1795 roku. 
W latach 1975–1998 miejscowość administracyjnie należała do województwa białostockiego.
Miejscowość jest siedzibą parafii rzymskokatolickiej pw. Miłosierdzia Bożego, należącej do metropolii białostockiej, archidiecezji białostockiej, dekanatu Białystok - Bacieczki.

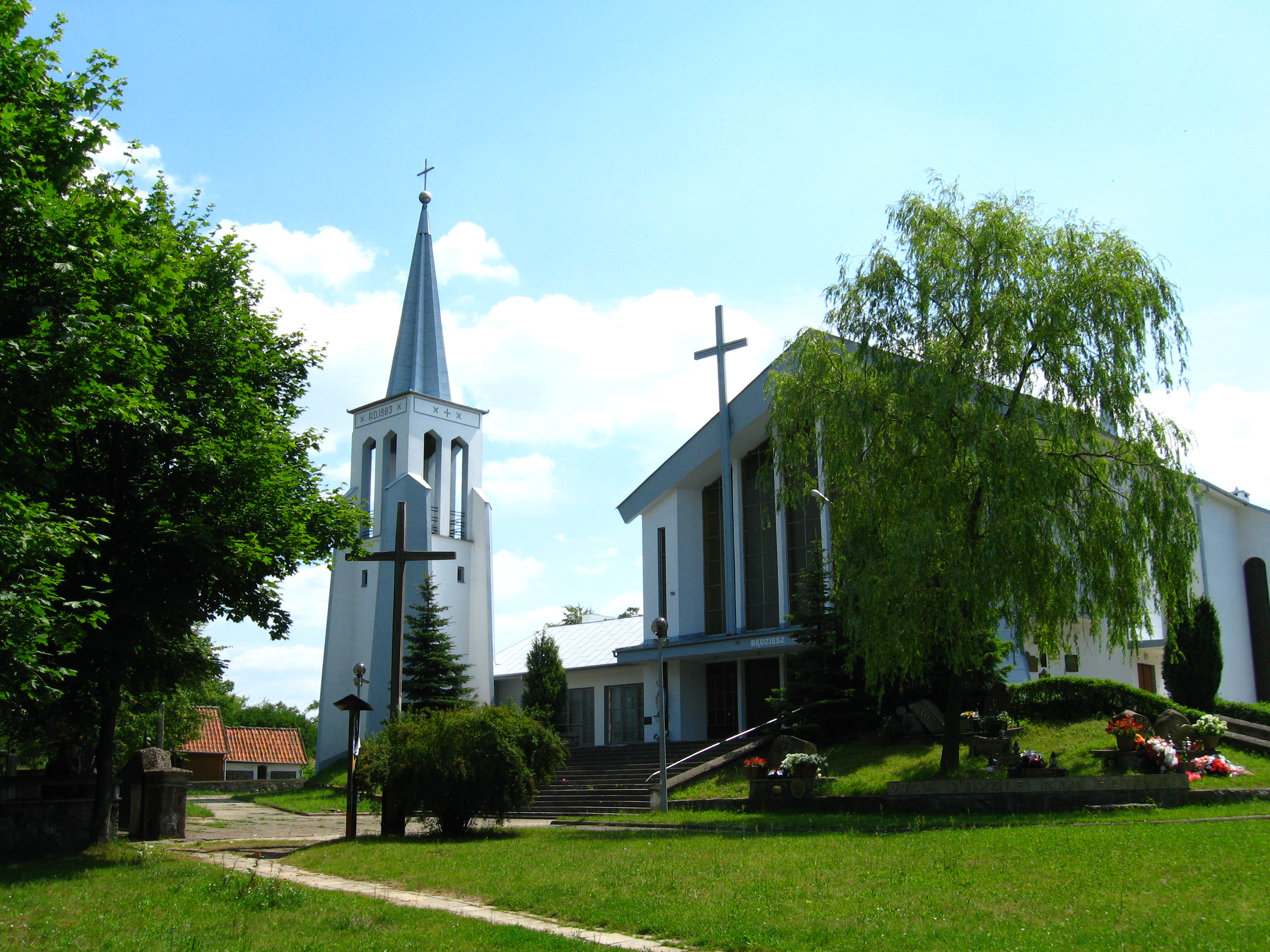
Kościół pw. Miłosierdzia Bożego (1980 r.)
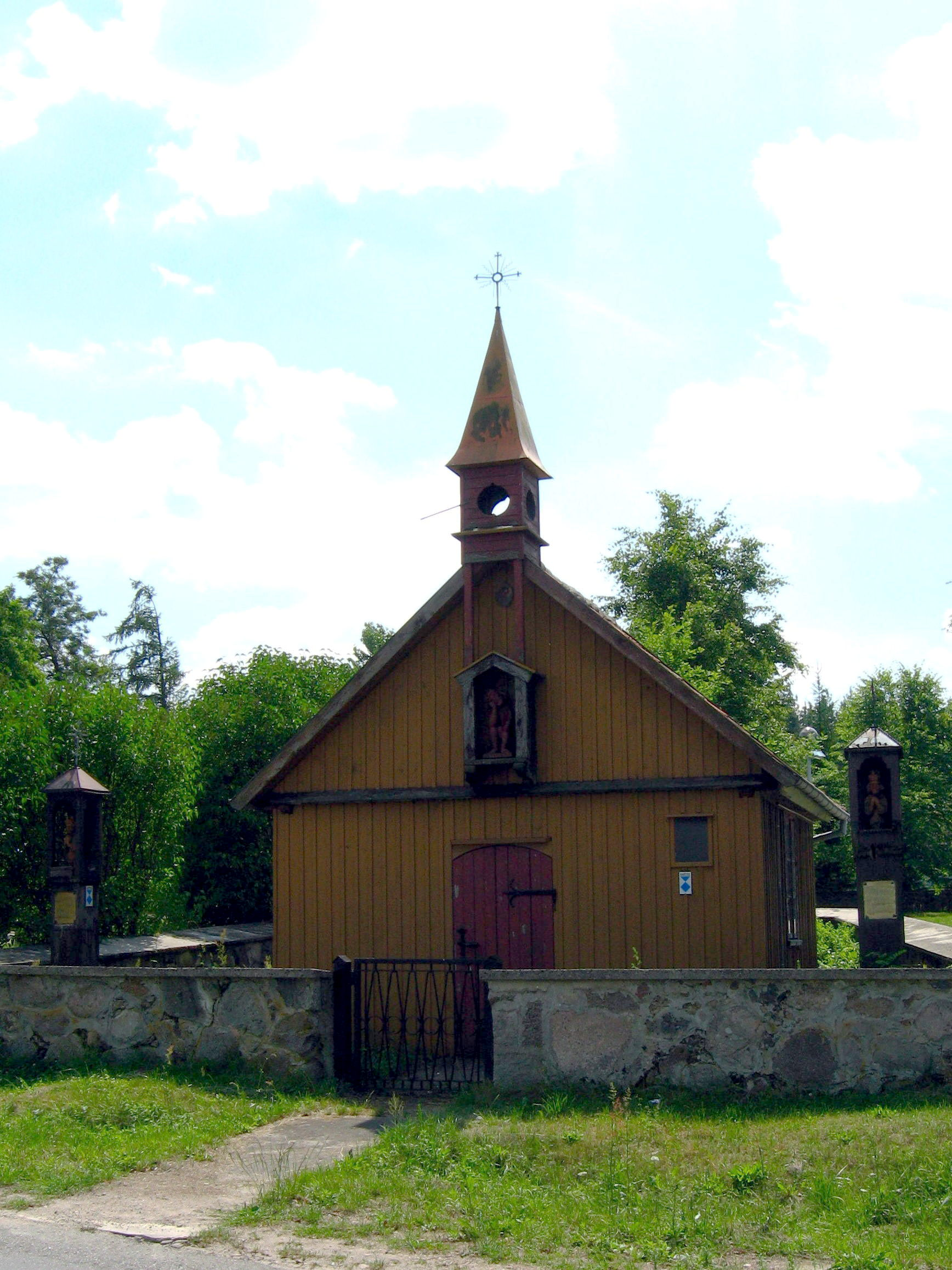
Kaplica przy kościele (1863/1905 r.)

## Zabytki
- murowano-drewniana kaplica przydrożna, przed 1863, 1905, nr rej.:390 z 14.02.1977
- drewniana kapliczka słupkowa, 1802, nr rej.:390 z 14.02.1977
- ogrodzenie kamienne, nr rej.:390 z 14.02.1977[9].